# Stonerstown
Stonerstown es un lugar designado por el censo ubicado en el condado de Bedford en el estado estadounidense de Pensilvania. En el Censo de 2010 tenía una población de 376 habitantes y una densidad poblacional de 407,79 personas por km².

## Geografía
Stonerstown se encuentra ubicado en las coordenadas 40°12′56″N 78°15′25″O / 40.21556, -78.25694. Según la Oficina del Censo de los Estados Unidos, Stonerstown tiene una superficie total de 0.92 km², de la cual 0.92 km² corresponden a tierra firme y (0%) 0 km² es agua.

## Demografía
Según el censo de 2010, había 376 personas residiendo en Stonerstown. La densidad de población era de 407,79 hab./km². De los 376 habitantes, Stonerstown estaba compuesto por el 99.47% blancos, el 0% eran afroamericanos, el 0.27% eran amerindios, el 0% eran asiáticos, el 0% eran isleños del Pacífico, el 0% eran de otras razas y el 0.27% pertenecían a dos o más razas. Del total de la población el 2.13% eran hispanos o latinos de cualquier raza.